# The Hills of Connemara
The Hills of Connemara (alternativer Titel Mountain Tae) ist ein irischer Folksong, der von Sean McCarthy (1923–1990) geschrieben wurde. Inhaltlich handelt er von der Schwarzbrennerei des Poitín, eines irischen Gerstenschnapses. In dem Lied wird das Getränk als „Mountain Tay“ (für „Mountain Tea“, Bergtee) bezeichnet. Die Pointe des Liedes besteht darin, dass die Steuereintreiber das Versteck mit dem schwarzgebrannten Poitín in den Bergen finden und beginnen, diesen selbst unverdünnt zu trinken.
Es ist unklar, wer die Originalversion des Songs interpretierte. 1967 sang Dolly McMahon das Lied.

## Weitere Versionen (Auswahl)
- The Clancy Brothers & Tommy Makem - Mountain Tay[3]
- The Alexander Brothers – The Hills of Connemara[4]
- The Irish Rovers - Mountain Tay (The Hills of Connemara)[5]
- Johnny McEvoy - Mountain Tay[6][7]
- The Clydesiders - The Hills of Connemara[8]
- Foster & Allen - The Hills of Connemara[9]
- Four to the Bar - The Hills of Connemara[10]
- Noel McLoughlin –	The Hills Of Connemara[11][12]
- Gaelic Storm - The Hills of Connemara[13][14]
- Tom Donovan[15]
- Shilelagh Law[16]
- Peggy Sweeney[17]